# Sandra Morro i Latorre
Sandra Morro Latorre (Canet de Mar, Maresme, 16 de juny de 1973) ha estat una portera d'hoquei sobre patins catalana.
Formada al CH Canet, va competir a la Lliga catalana des dels seus inicis. Posteriorment, en la seva etapa universitària va jugar al Club Hoquei Lloret i finalment amb el CE Arenys de Munt amb el qual va guanyar un Campionat d'Espanya el 1999. Internacional amb la selecció espanyola d'hoquei patins, va formar part de la primera selecció estatal de la història. Hi va aconseguir una medalla de bronze al Campionat d'Europa de 1991.

## Palmarès
Clubs
- 1 Campionat d'Espanya d'hoquei patins femení: 1998-99

Selecció espanyola
- 1 medalla de bronze al Campionat d'Europa d'hoquei patins femení: 1991